# Park Narodowy Hamburskiego Morza Wattowego
Park Narodowy Hamburskiego Morza Wattowego (niem. Nationalpark Hamburgisches Wattenmeer) – park narodowy położony w północno‑zachodnich Niemczech, utworzony w 1990 roku, obejmujący fragment Morza Wattowego o powierzchni 137,5 km² znajdujący się w granicach Hamburga.
Od 1990 roku park narodowy stanowi obszar wodno‑błotny o znaczeniu międzynarodowym konwencji ramsarskiej (od 2015 roku jako część obszaru transgranicznego Wadden Sea obejmującego łącznie 13 obszarów Ramsar w Niemczech, Holandii i Danii). W 1992 roku park został uznany za rezerwat biosfery UNESCO MAB, od 1998 roku jest jednym z obszarów sieci Natura 2000, od 2002 roku stanowi ostoję ptaków IBA organizacji BirdLife International, natomiast w 2011 roku wpisano go na Listę światowego dziedzictwa UNESCO.

## Lokalizacja

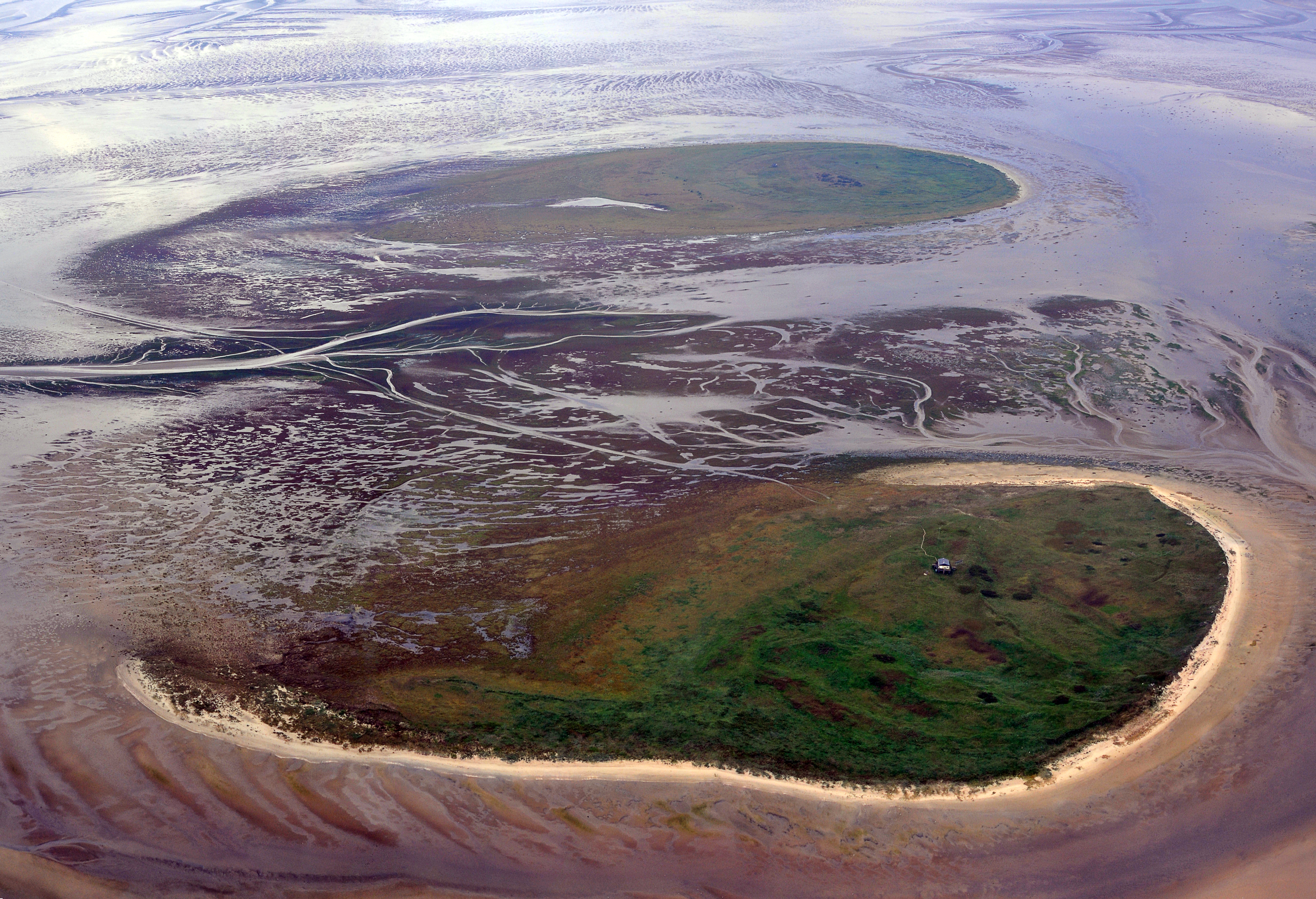
Wyspy Scharhörn i Nigehörn (2011)

Park narodowy znajduje się w północno‑zachodnich Niemczech i obejmuje położoną na zachód od ujścia Łaby część Morza Wattowego. Park otoczony jest od południa, zachodu i wschodu przez Park Narodowy Dolnosaksońskiego Morza Wattowego (niem. Nationalpark Niedersächsisches Wattenmeer), na południu styka się również z fragmentem wybrzeża Morza Północnego w okolicach Cuxhaven. Od północy granicę parku stanowią natomiast otwarte wody morskie oraz tor wodny rzeki Łaby.
Pod względem administracyjnym obszar parku należy do dzielnicy Neuwerk, która jest częścią Hamburga i stanowi eksklawę tego kraju związkowego oddaloną o około 110 km w linii prostej od centrum miasta.

## Charakterystyka
Park Narodowy Hamburskiego Morza Wattowego zajmuje obszar o powierzchni 137,5 km² (pierwotnie, do 2001 roku – 117 km²), który dzieli się na dwie strefy:
- strefę I – o powierzchni 125,8 km² (91,5% obszaru parku), która objęta jest ścisłą ochroną, a wstęp do niej możliwy jest wyłącznie za specjalnym pozwoleniem lub z przewodnikiem,
- strefę II – o powierzchni 11,7 km² (8,5% obszaru parku), która jest użytkowana zgodnie z zasadami zrównoważonego rozwoju.

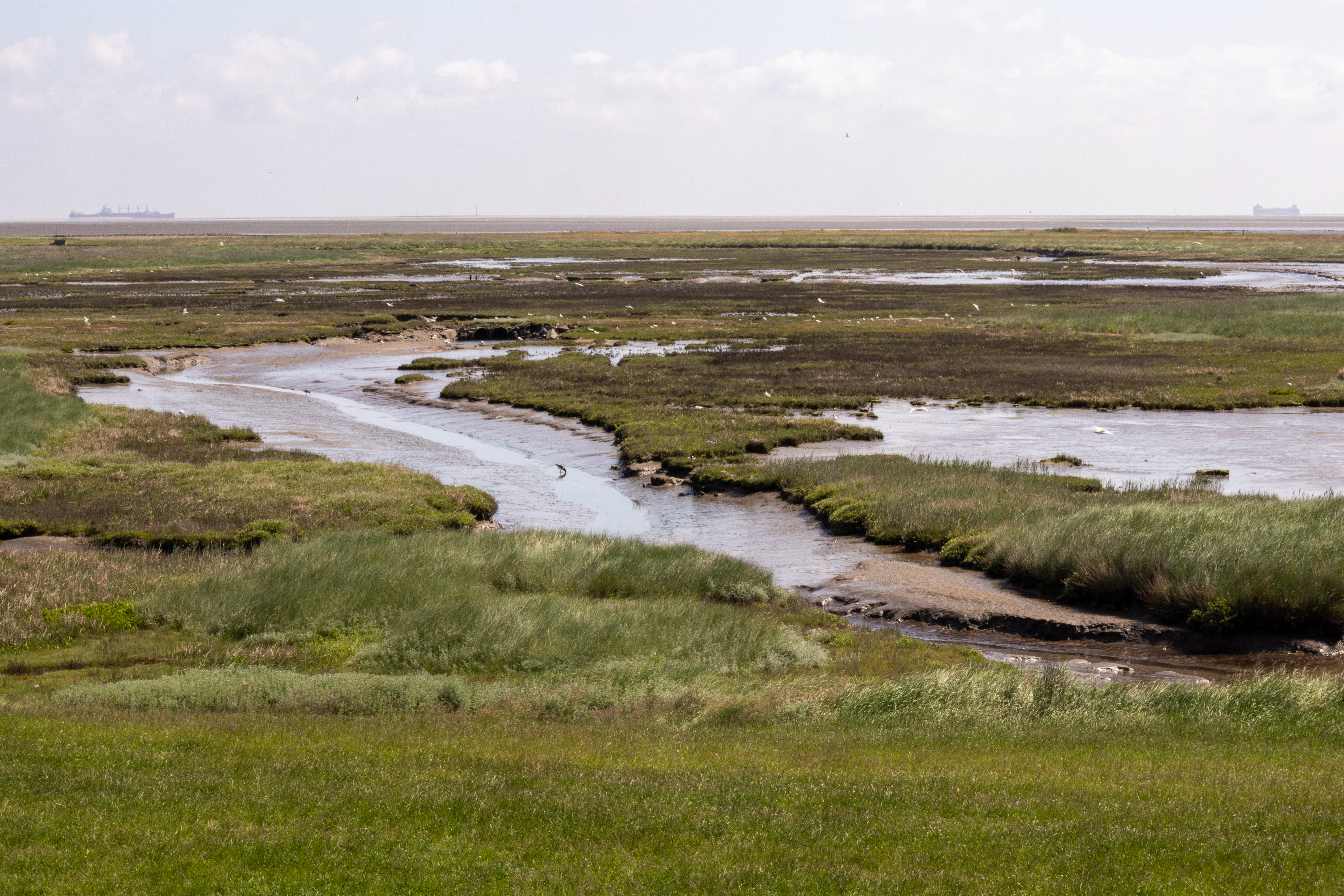
Słone mokradła na wschodzie wyspy Neuwerk (2021)

Obszar parku narodowego obejmuje rozległe, okresowo zalewane przez wody morskie piaszczyste równie pływowe (watty) z przybrzeżnymi lagunami i płytkimi zatokami, mieliznami i ławicami oraz potokami pływowymi (niem. Priele). Występują tu siedliska takie jak nadmorskie wydmy białe i ich inicjalne stadia, wydmy szare oraz wilgotne zagłębienia międzywydmowe, a także słone bagna, nadmorskie solniska oraz kidziny.
Watty zajmują prawie 70% powierzchni parku narodowego, natomiast wody morskie stanowią 26,6% tego obszaru chronionego. Pozostałe 3,4% przypada na niewielkie wyspy leżące na terenie parku – Scharhörn i Nigehörn (w strefie I) oraz Neuwerk (w strefie II), która jako jedyna jest zamieszkała (około 30 osób).
Rocznie park odwiedza do 120 tys. turystów, w większości jednodniowych. Centrum informacji turystycznej znajduje się w starej latarni morskiej na wyspie Neuwerk. Oprócz turystyki i rekreacji na niewielką skalę prowadzona jest hodowla bydła. Głównym zagrożeniem dla ekosystemu parku narodowego jest intensywny ruch i potencjalne wycieki ropy naftowej ze statków przepływających do portu w Hamburgu torem wodnym położonym na północ od obszaru chronionego, a także spływające do morza zanieczyszczenia pochodzące z rzeki Łaby.

### Flora

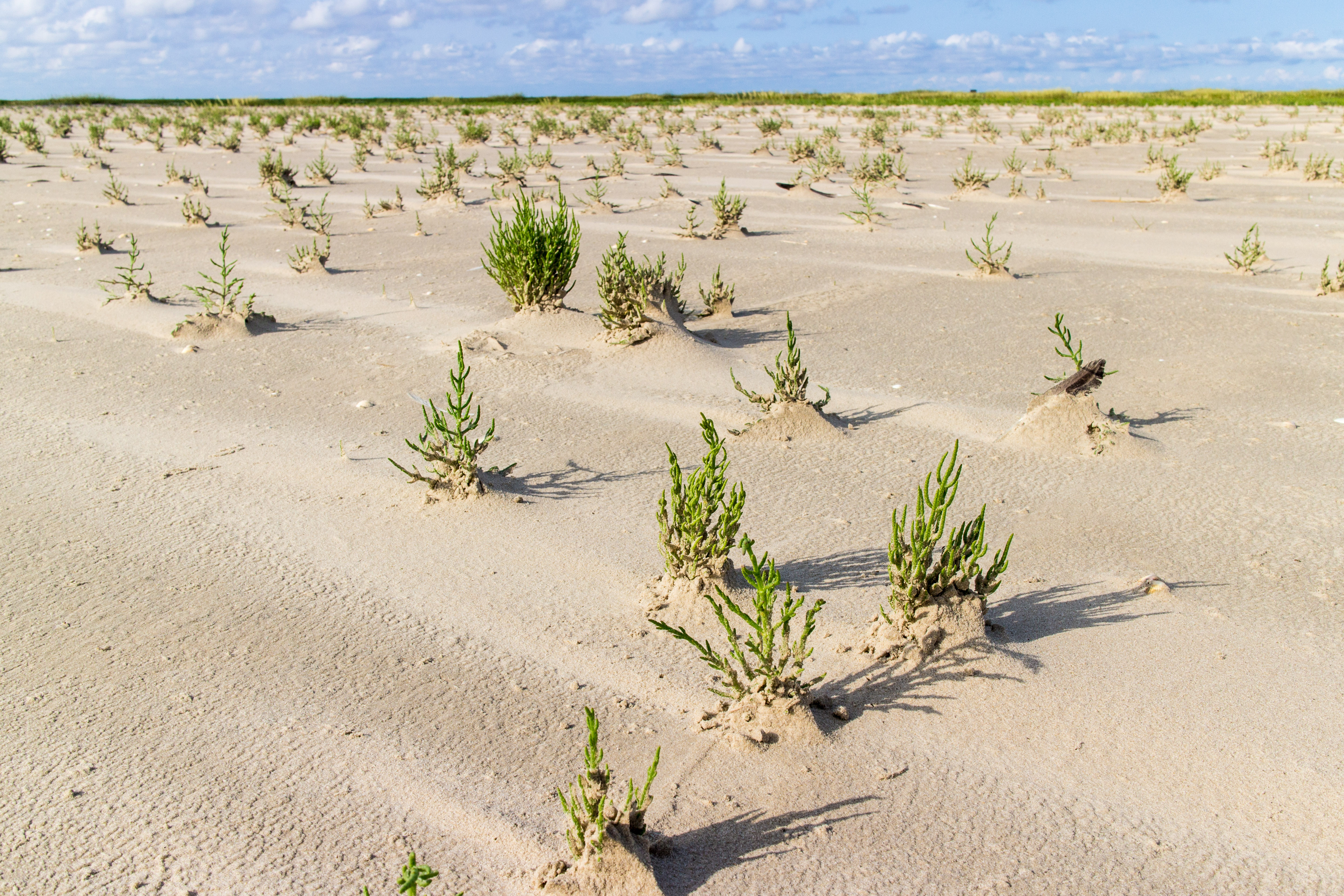
Soliród rosnący na wyspie Scharhörn (2014)

W Morzu Wattowym występuje około tysiąca gatunków roślin, z czego na terenie parku narodowego wykazano obecność 431 gatunków. Cechą charakterystyczną miejscowej flory jest jej przystosowanie do trudnych warunków, takich jak wysokie zasolenie, silne pływy morskie czy intensywna akumulacja osadów. Na wattach oprócz różnych gatunków glonów oraz trawy morskiej licznie występują halofity, m.in. soliród zielny (Salicornia europaea) będący również rośliną pionierską na tych obszarach. Rośnie tu także aster solny (Tripolium pannonicum), zatrwian zwyczajny (Limonium vulgare) i bylica nadmorska (Artemisia maritima). Piaszczyste wydmy wysp Scharhörn i Nigehörn porastają psammofity, m.in. perz sitowy (Elymus farctus), rukwiel nadmorska (Cakile maritima) i piaskownica zwyczajna (Calamagrostis arenaria).

### Fauna

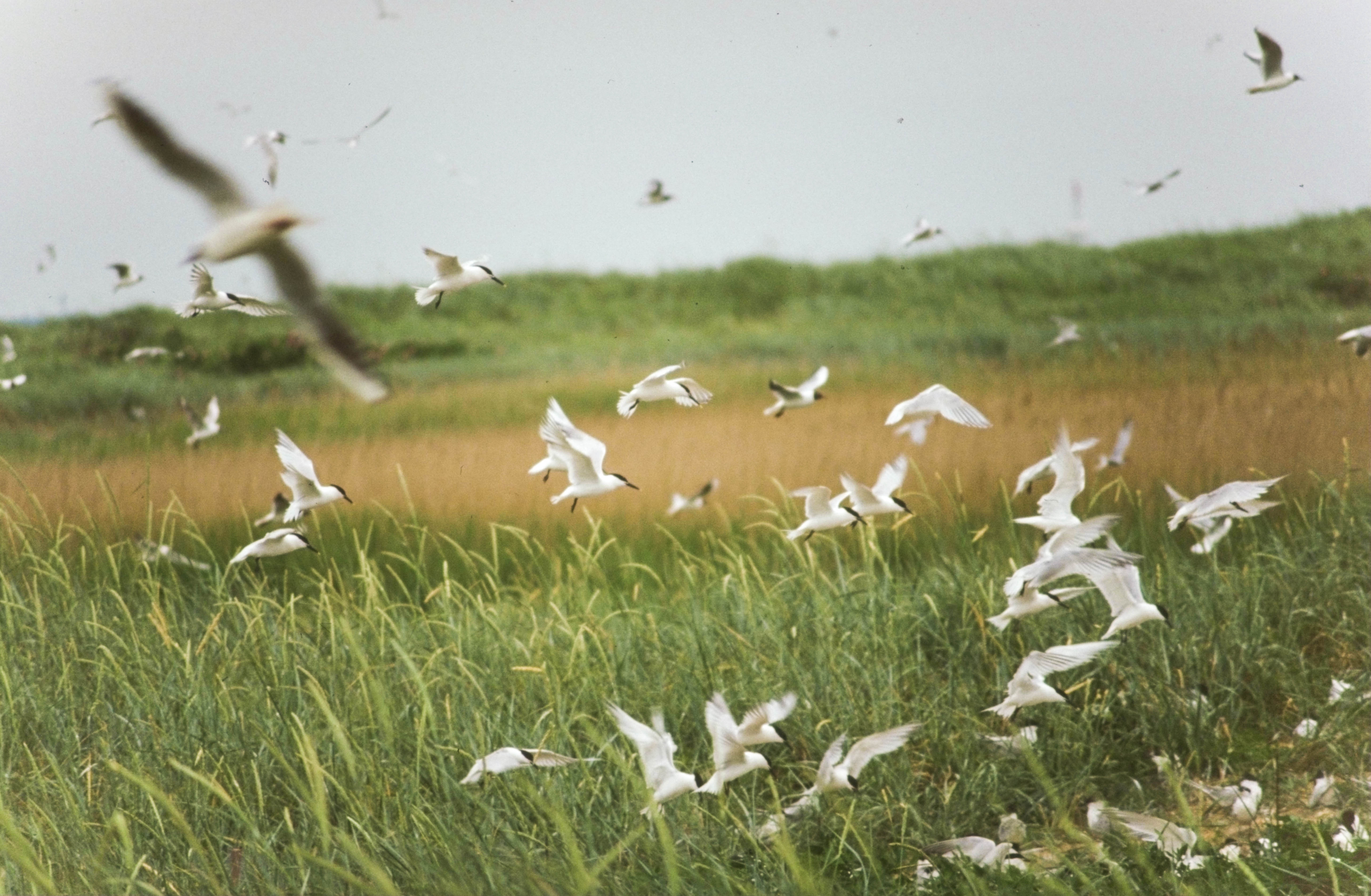
Kolonia rybitwy czubatej na wyspie Scharhörn (1993)

Położenie parku narodowego niedaleko ujścia Łaby oraz wysokie pływy sprawiają, że wody morza w tej okolicy są bogate w składniki odżywcze, co sprzyja bioróżnorodności. Występują tu 34 gatunki ryb, w tym gatunki chronione na mocy unijnej dyrektywy siedliskowej – parposz (Alosa fallax), minóg morski (Petromyzon marinus) i Lampetra ayresii. Wiele gatunków odbywa w wodach hamburskiego Morza Wattowego swoje tarło, m.in. gładzica (Pleuronectes platessa), śledź (Clupea harengus) i sola (Solea solea).
Na terenie parku i w jego okolicach zaobserwowano występowanie 340 gatunków ptaków, spośród których 81 odbywa na wyspach Neuwerk, Scharhörn i Nigehörn swoje lęgi. Licznie zimuje tutaj również ptactwo wodne. Do przedstawicieli awifauny wymienionych w dyrektywie siedliskowej należą: uszatka błotna (Asio flammeus), bernikla obrożna (Branta bernicla) i bernikla białolica (B. leucopsis), piaskowiec (Calidris alba), biegus zmienny (Calidris alpina) i biegus rdzawy (C. canutus), sieweczka obrożna (Charadrius hiaticula), sokół wędrowny (Falco peregrinus), ostrygojad (Haematopus ostralegus), szlamnik (Limosa lapponica), kulik wielki (Numenius arquata), siewka złota (Pluvialis apricaria) i siewnica (P. squatarola), szablodziób (Recurvirostra avosetta), rybitwa rzeczna (Sterna hirundo), rybitwa popielata (S. paradisaea) i rybitwa białoczelna (S. albifrons) oraz ohar (Tadorna tadorna) i rybitwa czubata (Thalasseus sandvicensis).
Okolice estuarium Łaby licznie zasiedlają, zwłaszcza w okresie rozrodczym, foka szara (Halichoerus grypus) i foka pospolita (Phoca vitulina). W wodach Morza Północnego żyją również morświny (Phocoena phocoena) oraz poczwarówka zwężona (Vertigo angustior) figurująca w europejskiej czerwonej księdze.